# Geestepirens nordfyr
Geestepirens nordfyr är en numera riven hamnfyr i Bremerhaven i Tyskland på en pir vid floden Geestes mynning i Weser kort före dess utlopp i Nordsjön. Den byggdes 1912–1914 vid inloppet till Bremerhaven i samband med en utbyggnad av hamnen och ersatte en mindre fyr från 1857.
Fyren, som var 14 meter hög, var av rödbrunt tegel med en rödmålad lanternin på toppen och  fast rött sken. Ljushöjden var 15 m.ö.h och ljusvidden 5 nautiska mil. Fyren blev byggnadsminne år 2001. Den revs efter ett ras i augusti 2022, men skall byggas upp igen.

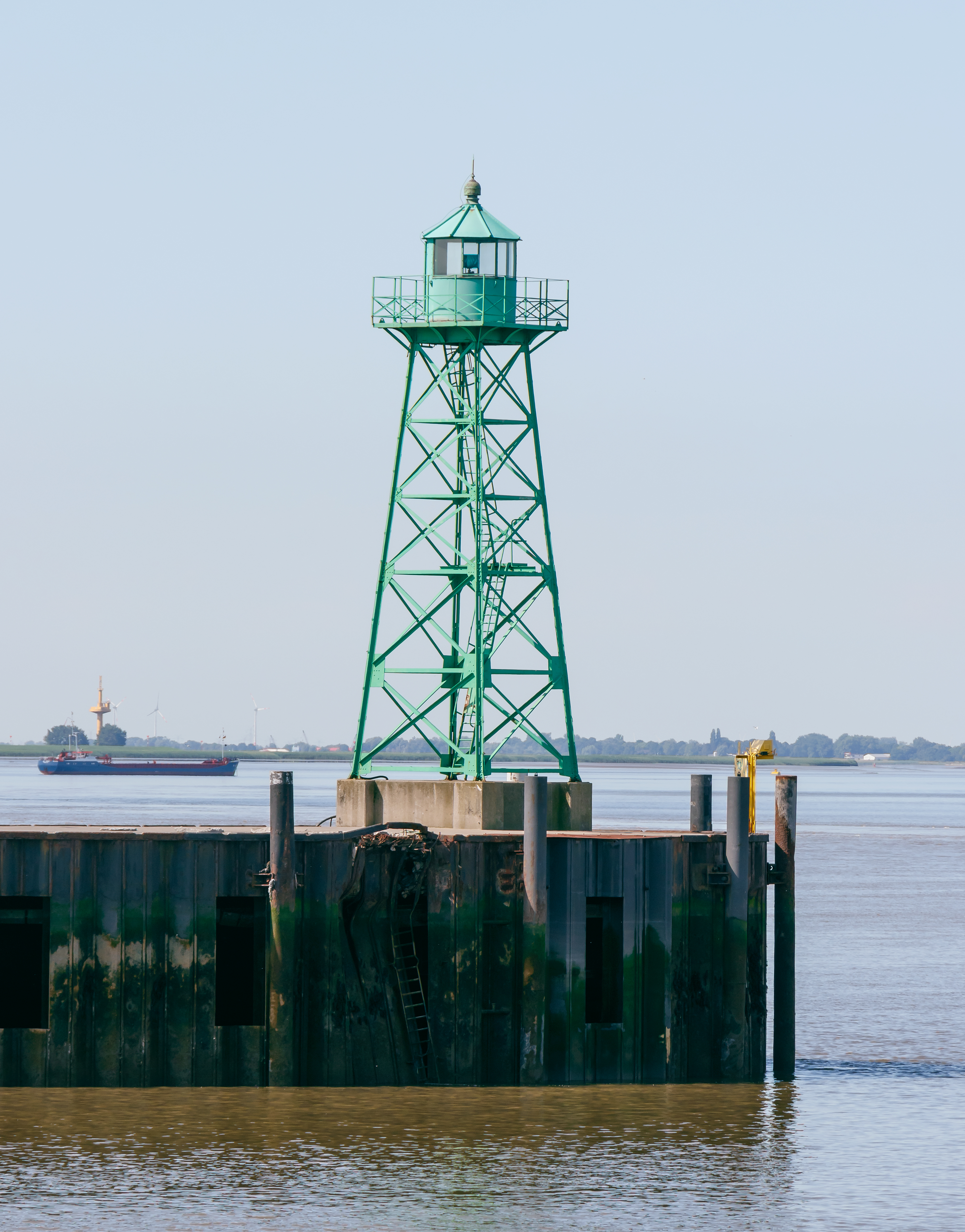
Geestepirens sydfyr.

Mittemot den norra fyren finns en enklare fyr med fast grönt sken. Den första fyren på platsen invigdes 1899 och hade en ljushöjd på 8,3 meter över havet. Den har byggts om flera gånger och den nuvarande fyren, som restes 1924, är en grönmålad stålställning med en lanternin på toppen. Ljushöjden är 15 m.ö.h och ljusvidden 5 nautiska mil.

## Raset

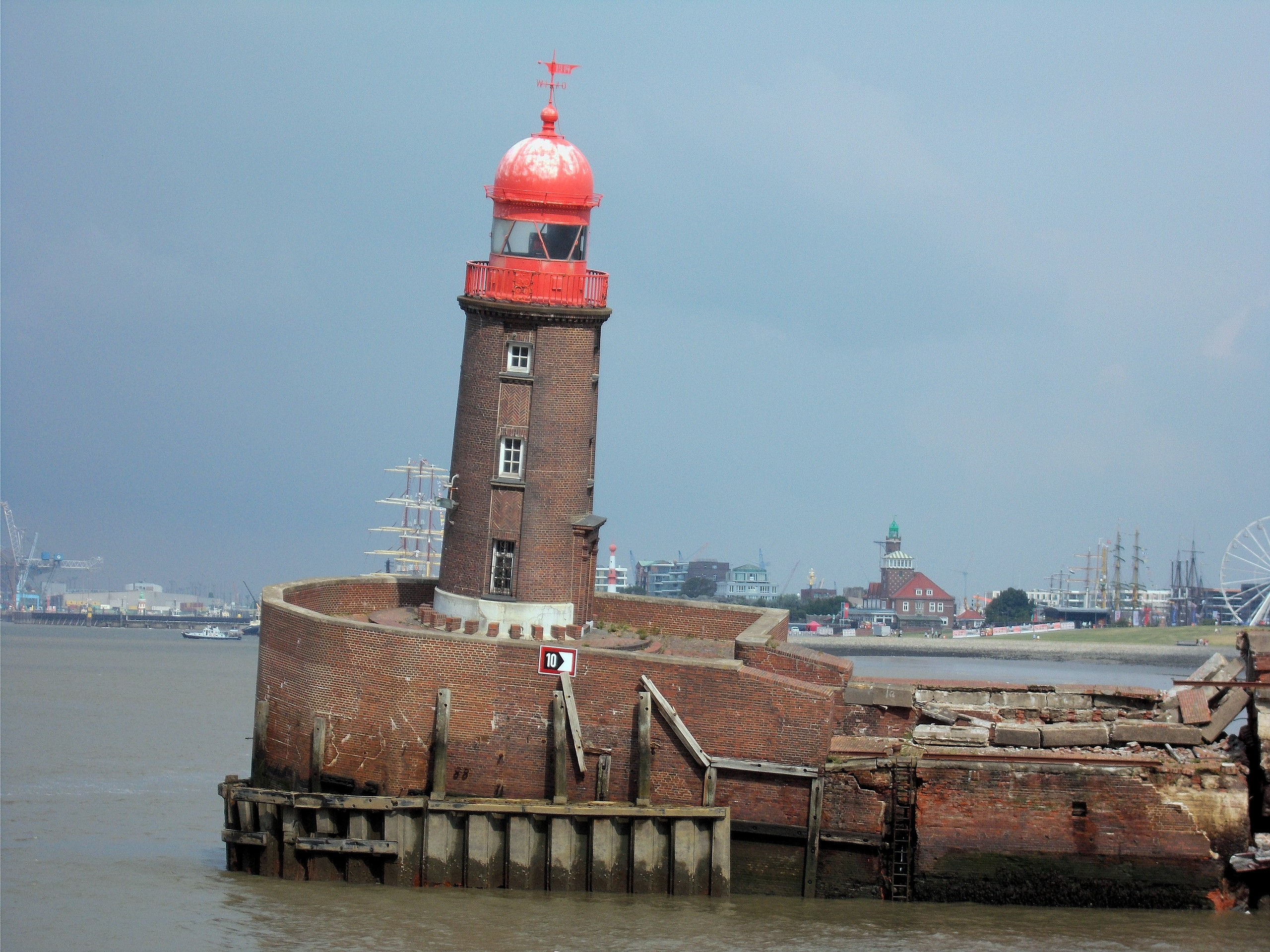
Den lutande nordfyren den 18 augusti 2022.

Natten mellan den 17 och 18 augusti 2022 rasade delar av piren som nordfyren stod på och fyren började luta. Piren var i dåligt skick på grund av dåligt underhåll och skulle renoveras.
Myndigheterna har förbjudit fartygstrafik förbi den lutande fyren. Den kommer troligen att rivas
och ersättas med en ny.
Efter flera misslyckade försök demonterades lanterninen och lyftes bort den 26 augusti 2022 och tre dagar senare revs fyrtornet sten för sten. Innan rivningen fotograferades tornet för  att kunna byggas upp igen i ursprungligt skick.